# Бороздина, Мария Андреевна
Мари́я Андре́евна Бороздина́ (в первом браке По́джио, во втором — княгиня Гага́рина; 1 [13] сентября 1804, местечко Каменка, Чигиринский уезд, Киевская губерния, Российская империя; по другим данным: ок. 1803, место рождения неизвестно — 1849) — жена декабриста Иосифа Поджио и генерала князя Александра Гагарина. Старшая сестра Екатерины Бороздиной, супруги декабриста Владимира Лихарева.

## Биография
Дочь сенатора Андрея Михайловича Бороздина (1765—1838) от брака с Софьей Львовной Давыдовой (1772—1854). По матери — племянница декабриста В. Л. Давыдова и генерала Н. Н. Раевского. Познакомилась с будущем мужем Иосифом Поджио в имении Давыдовых Каменке. Родители были против её брака с многодетным вдовцом Поджио, и не только потому, что считали дочь слишком молодой, чтобы взять на себя воспитание чужих детей (сына и трёх дочерей). Главным препятствием Бороздин считал разность вероисповеданий — Поджио был католиком. Но всё-таки в начале 1825 года в Одессе Мария вышла замуж. Недовольные браком Бороздины лишили дочь приданого.
14 января 1826 года Поджио был арестован в своем имении в с. Яновке Чигиринского уезда Киевской губернии и доставлен из Киева в Петербург. 21 января был переведен в Петропавловскую крепость. После ареста мужа Мария Андреевна безуспешно разыскивала его. По просьбе её отца местонахождение Поджио скрывали от родных. На все её письма во дворец и государственные учреждения чиновники отвечали отписками. 6 апреля 1828 года граф Бенкендорф в письме А. А. Волкову писал: 

Проживающая в Москве в доме г. Демидова жена государственного преступника Иосифа Поджио, желая разделить участь мужа её, просила меня известить её о настоящем его местопребывании. Вследствие сего покорнейше прошу Ваше превосходительство объявить госпоже Поджио, что я не имею положительного сведения о пребывании его.
Ещё 19 ноября 1827 года Мария Поджио писала своей родственнице Марии Волконской о желании выехать в Сибирь. 21 января 1828 года из Читинского острога ей пришёл ответ: 

… Что же касается Вас, добрая моя кузина, я Вас обязываю никак не предпринимать это страшное путешествие до получения верного известия, что Ваш супруг был выслан; что станет с Вами, если Вас задержат в Иркутске на несколько месяцев до его прибытия; Ваши бедные дети нуждаются в Ваших заботах…
 7 сентября 1828 года Мария писала императору Николаю I: 

… Знаю всю великость преступления мужа моего, бывшего гвардии штабс-капитана Осипа Поджио, и справедливое наказание, определённое ему, не смею и просить о помиловании его; но будучи его несчастною женою, зная всю священную обязанность моего союза, самая вера и законы повелевают мне разделить тяжкий жребий его; … Повели объявить мне местопребывание преступного, но несчастного мужа моего, дабы я могла, соединясь с ним, исполнять до конца жизни моей данную пред богом клятву…— 
Соединиться с мужем она делала попытки ещё в 1830 году. Но письмо Марии имело обратный эффект. По постановлению Верховного уголовного суда Поджио был приговорён к 12 годам каторги в Сибири. Опасаясь, что дочь последует за мужем, Бороздин просил императора оставить зятя в одиночном заключении. Лишь после восьми лет заключения в Шлиссельбургской крепости Поджио отправили в Сибирь. В том же году (1834) брак между Марией Андреевной и Поджио был расторгнут. Существует предположение, что отец поставил Марию Андреевну перед выбором: либо она расторгает брак с Поджио, либо он остаётся в одиночном заключении, подрывающем его здоровье. Сам Поджио о расторжении брака узнал по прибытии в Сибирь.

## Последние годы

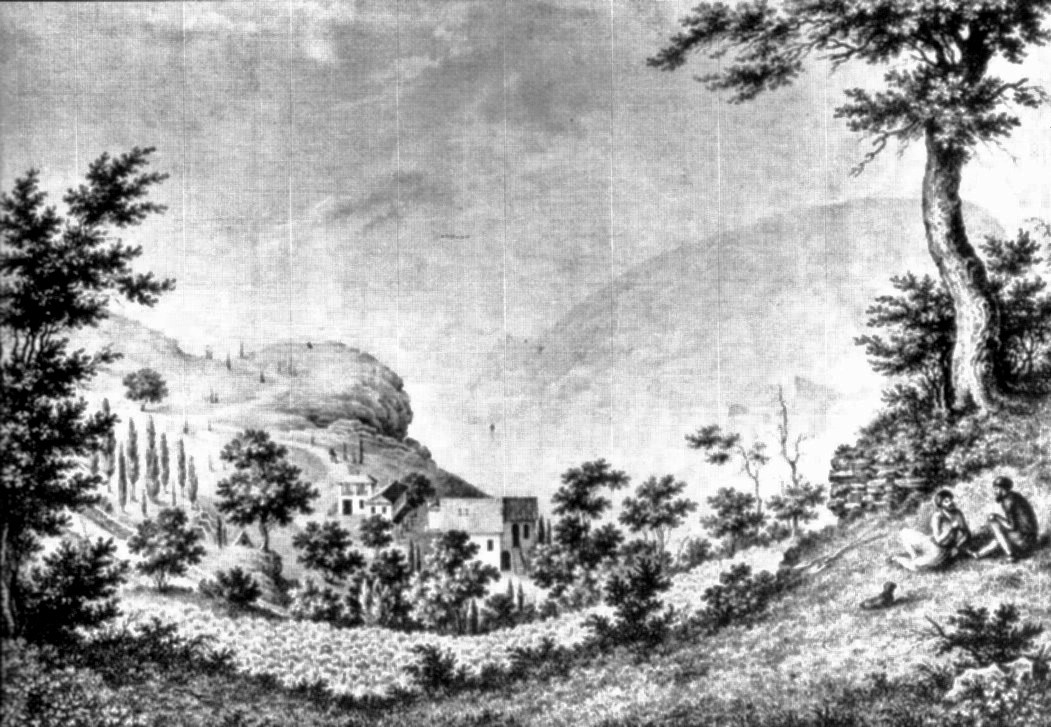
Фёдор (Фридрих) Гросс. Кучук-Ламбад, 1830-е. Имение Таврического губернатора А. М. Бороздина

После развода Мария Андреевна получила право вступить в новый брак. Вместе с сестрой Екатериной (так же не последовавшей за мужем в Сибирь) она жила в родительском доме. По словам современника, в обществе много говорили об этих двух «вдовушках», но граф М. С. Воронцов взял их под своё покровительство и принял в своем одесском доме. Общество дочерей Бороздина оживило дом, и весь город был ими занят.
В отличие от сестры, томной красавицы, Мария Андреевна была «козырь—девка», видная и бойкая, с очень милым голосом. Адъютант Воронцова князь Александр Иванович Гагарин (1801—1857), известный в Одессе «своим остроумием, любовью к вину и диогеновским неряшеством»,  ужасно как трунил над ней и однажды на холостом обеде даже сочинил на неё похабные стишки. Поэтому его помолвка в 1834 году с Марией Андреевной была встречена многими с большим удивлением. Церемония их бракосочетания состоялась 16 июня в Массандровском имение графа Воронцова, в только что выстроенной им церкви. По словам очевидица, «хождение вокруг церкви молодой пары представляет собой очень красивое зрелище. Оно символизировало триумф сердца и надежду на счастливую совместную жизнь».
После замужества Мария Андреевна жила с мужем в имении отца в Кучук-Ламботе или в Одессе, где продолжала считаться непременным членом дома графа Воронцова. В 1845 году Гагарины переехали на Кавказ и жили безвыездно в Тифлисе. О причине смерти в 1849 году М. А. Гагариной декабрист Н. Лорер в своих воспоминаниях «Записки моего времени» писал: «Княгиня Гагарина, урождённая Поджио, после бала взяла холодную ванну нарзана и тут же умерла от удара». Похоронена рядом с отцом в семейном склепе в имение в Кучук-Ламботе. После её смерти имение перешло к князю А. И. Гагарину. Их брак был бездетным.

## Дети
От брака с Иосифом Викторовичем Поджио:
- Лев (8 апреля 1826, Яновка —1874), крестник Н. Н. Раевского, в 1847 служил в Новомиргородском уланском полку. 
  - Внуки: Андрей Львович, Лев Львович, Михаил Львович Поджио